# Жигулёвка (приток Новосёловки)
Жигулёвка — река в России, протекает по Выборгскому району Ленинградской области. Устье находится в 2 км от устья Новосёловки по левому берегу. Длина составляет 12 км.

## География
Река вытекает из озера Жигулёвского и течёт на северо-запад, затем поворачивает на запад и в 7,7 км от устья принимает правый приток — реку Звонкую. За устьем Звонкой резко поворачивает на юго-восток и впадает в Новосёловку в 2 км выше впадения последней в озеро Свободное. Населённых пунктов на реке нет.

## Данные водного реестра
По данным государственного водного реестра России относится к Балтийскому бассейновому округу, водохозяйственный участок реки — Водные объекты бассейна оз. Ладожское без рр. Волхов, Свирь и Сясь, речной подбассейн реки — Нева и реки бассейна Ладожского озера (без подбассейна Свирь и Волхов, российская часть бассейнов). Относится к речному бассейну реки Нева (включая бассейны рек Онежского и Ладожского озера).
Код объекта в государственном водном реестре — 01040300212102000009294.